# Ameerega pulchripecta
Ameerega pulchripecta är en groddjursart som först beskrevs av Philip A. Silverstone 1976.  Ameerega pulchripecta ingår i släktet Ameerega och familjen pilgiftsgrodor. IUCN kategoriserar arten globalt som otillräckligt studerad. Inga underarter finns listade i Catalogue of Life.